# Hubertus Strughold
Hubertus Strughold (15 de junho de 1898 - 25 de setembro de 1986) foi um fisiologista, criminoso de guerra e proeminente pesquisador médico nascido na Alemanha.

## Carreira
A partir de 1935, ele atuou como chefe de pesquisa aeromédica para o Ministério da Aviação de Hermann Göring, ocupando esse cargo durante a Segunda Guerra Mundial. Em 1947, ele foi trazido para os Estados Unidos como parte da Operação Paperclip e serviu em vários cargos científicos de alto nível na Força Aérea dos EUA e na NASA.
Por seu papel pioneiro no estudo dos efeitos físicos e psicológicos do voo espacial tripulado, ele ficou conhecido como "O Pai da Medicina Espacial". Após sua morte, as atividades de Strughold na Alemanha durante a Segunda Guerra Mundial ficaram sob maior escrutínio na mídia e as alegações em torno de seu envolvimento na experimentação humana da era nazista prejudicaram muito seu legado.